# 木津川迪洽
木津川 迪洽（きつかわ みちひろ、1947年3月19日 - ）は、日本の弁護士。第一東京弁護士会会長や、日本弁護士連合会副会長、タチエス取締役などを務めた。旭日中綬章受章。

## 人物・経歴
1969年日本大学法学部卒業。1975年東京第一弁護士会弁護士登録、谷川八郎法律事務所入所。1977年木津川迪洽法律事務所設立。1999年クローバー法律事務所パートナー。2005年第一東京弁護士会副会長。2006年タチエス取締役。日本弁護士連合会副会長、法務省検察官・公証人特別任用等審査会委員などを務めた。2018年旭日中綬章受章。